# Skyggetanten
Skyggetanten er den fjerde episode af den danske tv-serie Matador. Den blev skrevet af seriens skaber Lise Nørgaard og instrueret af Erik Balling. Seriens musikalske tema er komponeret af Bent Fabricius-Bjerre. Den blev vist første gang på dansk tv den 2. december 1978. Navnet til afsnittet er taget fra udtrykket en Skyggetante.

## Handling
"Mads Andersen-Skjern (Jørgen Buckhøj) har stadig gennemslagskraft i sit forretningsliv - ikke bare med Tøjhuset, men også især med bankforretningerne i baglokalet. Han ansætter sin bankuddannede bror Kristen (Jesper Langberg), der kommer fra Jylland i 1931 for at hjælpe med forretningerne. Dette giver anledning til den første alliance mellem Korsbæks to matadorer, idet der opstår varme relationer mellem Kristen og Elisabeth (Helle Virkner), søster til bankdirektørens kone Maude (Malene Schwartz). Forbindelsen er dog umulig på grund af familiernes uoverensstemmelser. Varnæs' bror, Jørgen (Bent Mejding), er der også problemer med - han lever ikke et privatliv, der sømmer sig for en konservativ folketingskandidat."

## Medvirkende
- Holger Juul Hansen - (Hans Christian Varnæs, bankdirektør)
- Malene Schwartz - (Maude Varnæs, bankdirektørfrue)
- Helle Virkner - (frk. Friis, Maudes søster)
- Bent Mejding - (Jørgen Varnæs, Hans Christians bror)
- Susse Wold - (Gitte Graa, Jørgen Varnæs' veninde)
- Søren Bruun - (Ulrik, Hans Christians og Maudes søn)
- Nicla Ursin - (Regitze, Hans Christians og Maudes datter)
- Kirsten Olesen - (Agnes, stuepige hos Varnæs)
- Elin Reimer - (Laura, kokkepige hos Varnæs)
- Karen Berg - (Fru Fernando Møhge, Hans Christians gudmor)
- Karin Nellemose - (Misse Møhge, Fru Fernando Møhges datter)
- Ove Sprogøe - (dr. Louis Hansen, ven af Varnæs')
- Bjørn Watt-Boolsen - (oberst Hachel, ven af Varnæs')
- Karl Stegger - (Konsul Emanuel Holm)
- Else-Marie Juul Hansen - (Konsulinde Oda Holm)
- John Hahn-Petersen - (Hr. Stein, bogholder i Korsbæk Bank)
- Joen Bille - (Aage Holmdal, bankassistent volontør i Korsbæk Bank)
- Preben Mahrt - (Albert Arnesen, kompagnon med Schwann i Damernes Magasin & Co)
- Sonja Oppenhagen - (Vicki Arnesen, Alberts kone)
- Arthur Jensen - (Rudolf Schwann, kompagnon i Damernes Magasin & Co)
- Vera Gebuhr - (frk. Inger Jørgensen, ekspeditrice i Damernes Magasin & Co)
- Jørgen Buckhøj - (Mads Andersen-Skjern)
- Ghita Nørby - (Ingeborg, Oluf og Kathrines datter)
- Kristian Steen Rem - (Daniel Andersen Skjern)
- Helle Nielsen III - (Ellen, Ingeborgs datter)
- Buster Larsen - (grisehandler Oluf Larsen)
- Lily Broberg - (Katrine Larsen, Oluf Larsens kone)
- Jesper Langberg - (Kristen Andersen Skjern, Mads' lillebror)
- Anne Jensen - (Gudrun, stuepige)
- Claus Michel Heil - (Fritz, lærling i Tøjhuset)
- Esper Hagen - (Arnold Vinter, lærling i Damernes Magasin)
- Per Pallesen - (Severin Boldt, tjener på Jernbanerestauranten)
- Benny Hansen - ("Fede", Maler 'Frede' Hansen)
- Kurt Ravn - (Lauritz Jensen "Røde", jernbanearbejder)
- Holger Perfort - (Olsen, overtjener på Postgården)
- Lis Løwert - (Violet Vinter, Arnolds mor)
- Aage Poulsen - (Tjener Petersen i Skovpavillonen)
- Else Kornerup - (Fru apoteker Strøm)
- Kirsten Hermansen - (Amalie Hagensen, koncertsangerinde)
- Hans Meyer Petersen - (Pianist)
- Niels Peter Nielsen - (Filmoperatør)
- Ole Andreasen - (Resuméfortælleren)